# Kiiara
Kiara Saulters (n. 24 mai 1995), cunoscută sub numele de scenă Kiiara, este o cântăreață și textieră americană originară din Wilmington, Illinois. Single-ul ei de debut, „Gold”, a fost lansat în iunie 2015 și a ajuns în top 20 în multe țări din Europa și America de Nord.
„Heavy” (în colaborare cu Linkin Park) a debutat pe locul 52 în Billboard Hot 100 din SUA, cu 35.000 de descărcări vândute în prima săptămână. Cântecul a reintrat în top în august 2017, după moartea solistului Chester Bennington, și a atins locul 45. De asemenea, ea a colaborat cu Dimitri Vegas & Like Mike și David Guetta la „Complicated”, ajungând pe primul loc în topul US Dance Club. În 2018, a lansat single-ul "Messy", strângând peste 60 de milioane de stream-uri.
Pe 9 octombrie 2020, Kiiara a lansat primul său album de studio "Lil Kiiwi". Albumul a apărut la patru ani după lansarea EP-ul ei de debut "Low Kii Savage", precum și după un șir de mai multe single-uri.

## Discografie
| An   | Titlu                                                                  | Clasări | Clasări | Clasări  | Clasări | Clasări | Clasări | Clasări | Clasări | Clasări | Clasări | Clasări | Clasări | Album          |
| An   | Titlu                                                                  | USA     | AUS     | BEL (FL) | CAN     | DNK     | GBR     | IRL     | ITA     | NLD     | NZL     | ROU     | SWE     | Album          |
| ---- | ---------------------------------------------------------------------- | ------- | ------- | -------- | ------- | ------- | ------- | ------- | ------- | ------- | ------- | ------- | ------- | -------------- |
| 2015 | „Gold”                                                                 | 13      | 5       | 15       | 20      | 12      | 48      | 32      | 53      | 56      | 22      | 6       | 29      | low kii savage |
| 2017 | „Heavy” (feat. Linkin Park)                                            | 50      | 33      | 4        | 56      | —       | 53      | 88      | 78      | —       | 2       | —       | —       | N/A            |
| 2017 | „Whippin” (feat. Felix Snow)                                           | —       | —       | 50       | 94      | —       | —       | —       | —       | —       | 6       | —       | —       | Va fi anunțat  |
| 2017 | „Complicated” (Dimitri Vegas & Like Mike vs David Guetta feat. Kiiara) | -       | -       | -        | -       | -       | -       | -       | -       | -       | -       | -       | -       | -              |
| 2017 | „Darkside” (Ty Dolla $ign & Future feat. Kiiara)                       | -       | -       | -        | -       | -       | -       | -       | -       | -       | -       | -       | -       | -              |
| 2018 | „Put Me Back Together” (Cheat Codes feat. Kiiara)                      | -       | -       | -        | -       | -       | -       | -       | -       | -       | -       | -       | -       | -              |
| 2018 | „Be Somebody” (Steve Aoki & Nicky Romero feat. Kiiara)                 | -       | -       | -        | -       | -       | -       | -       | -       | -       | -       | -       | -       | -              |
| 2018 | „Gloe”                                                                 | -       | -       | -        | -       | -       | -       | -       | -       | -       | -       | -       | -       | -              |
| 2018 | „Messy”                                                                | -       | -       | -        | -       | -       | -       | -       | -       | -       | -       | -       | -       | -              |